# Arktička vrba
Arktička vrba (lat. Salix arctica), vrsta najmanjeg drveta na svijetu i ujedno najsjevernija drvenasta biljka. Pripada u rod vrba i porodici Salicaceae. Živi daleko iznad sjeverne linije i veoma je dugovječno. Veoma sporo raste zbog teških klimatskih uvjeta, a najstariji primjerak je na istočnom Grenlandu i star je[kada?] preko 230 godina. Osim na Arktiku rasprostranjena je i na jugu i to u Aziji (Kina: Xinjiang), Mongolija, Kazahstan, te na Ruskom dalekom istoku.
Arktička vrba naraste svega 15 centimetara u visinu, veoma rijetko do 25 cm.

## Vanjske poveznice
|  | Zajednički poslužitelj ima još gradiva o temi Salix arctica |
|  | Wikivrste imaju podatke o taksonu Salix arctica             |